# Зимске олимпијске игре 1988.
Зимске олимпијске игре 1988. одржане су у Калгарију, у Канади. Тај град је већ раније био кандидат и то за Зимске олимпијске игре 1964. и Зимске олимпијске игре 1968, али је улогу организатора добио тек из трећег покушаја, у конкуренцији Фалуна и Кортине д’Ампецо.
Након финансијског слома Летних олимпијских игара у Монтреалу 1976. Канађани су морали добро осмислити начине финансирања игара да се не би поновио неуспех. Калагарију је то врло добро успело јер не само да су се игре завршиле са знатним профитом него је и тај мали град увелико модернизован и побољшан је привредни развој.
У такмичарском програму су се истакли следећи појединци и догађаји:
- Италијански скијаш Алберто Томба, који је први пут наступио на Зимским олимпијским играма, освојио је злата у слалому и велеслалому.
- Мати Никенен је освојио три златне медаље у скијашким скоковима.
- У брзом клизању се истакла Ивоне ван Генип из Холандије с освојена три злата.
- Криста Роденбургер из Источне Немачке постала је први (и последњи) спортиста уопште којем је пошло за руком освојити медаље и на зимским и на летним Олимпијским играма исте године. На овим Играма је освојила злато на 1000 m у брзом клизању, а касније те године је освојила сребро у бициклизму на Играма у Сеулу. Будући да се Летње и Зимске Олимпијске игре више не одржавају у истој години, такав подухват више није могуће поновити.
- У уметничком клизању је победила Катарина Вит, одбранивши тако наслов освојен пре четири године на Играма у Сарајеву.

## Списак спортова
- Алпско скијање
- Биатлон
- Боб
- Брзо клизање

- Хокеј на леду
- Санкање
- Скијашко трчање
- Нордијска комбинација

- Скијашки скокови
- Уметничко клизање

Демонстрациони спортови су били карлинг, брзо клизање на кратким стазама, слободно скијање те параолимпијске дисциплине.
- Карлинг
- Брзо клизање на кратким стазама
- Слободно скијање

## Биланс медаља
(Медаље домаћина посебно истакнуте)
| Зимске олимпијске игре Калгари 1988. | Зимске олимпијске игре Калгари 1988. | Зимске олимпијске игре Калгари 1988. | Зимске олимпијске игре Калгари 1988. | Зимске олимпијске игре Калгари 1988. | Зимске олимпијске игре Калгари 1988. |
| ------------------------------------ | ------------------------------------ | ------------------------------------ | ------------------------------------ | ------------------------------------ | ------------------------------------ |
| Пласман                              | Држава                               | Злато                                | Сребро                               | Бронза                               | Укупно                               |
| 1                                    | СССР                                 | 11                                   | 9                                    | 9                                    | 29                                   |
| 2                                    | Источна Немачка                      | 9                                    | 10                                   | 6                                    | 25                                   |
| 3                                    | Швајцарска                           | 5                                    | 5                                    | 5                                    | 15                                   |
| 4                                    | Финска                               | 4                                    | 1                                    | 2                                    | 7                                    |
| 5                                    | Шведска                              | 4                                    | 0                                    | 2                                    | 6                                    |
| 6                                    | Аустрија                             | 3                                    | 5                                    | 2                                    | 10                                   |
| 7                                    | Холандија                            | 3                                    | 2                                    | 2                                    | 7                                    |
| 8                                    | Западна Немачка                      | 2                                    | 4                                    | 2                                    | 8                                    |
| 9                                    | Сједињене Америчке Државе            | 2                                    | 1                                    | 3                                    | 6                                    |
| 10                                   | Италија                              | 2                                    | 1                                    | 2                                    | 5                                    |
| 11                                   | Француска                            | 1                                    | 0                                    | 1                                    | 2                                    |
| 12                                   | Норвешка                             | 0                                    | 3                                    | 2                                    | 5                                    |
| 13                                   | Канада                               | 0                                    | 2                                    | 3                                    | 5                                    |
| 14                                   | Југославија                          | 0                                    | 2                                    | 1                                    | 3                                    |
| 15                                   | Чехословачка                         | 0                                    | 1                                    | 2                                    | 3                                    |
| 16                                   | Јапан                                | 0                                    | 0                                    | 1                                    | 1                                    |
| 16                                   | Лихтенштајн                          | 0                                    | 0                                    | 1                                    | 1                                    |
| Укупно                               | Укупно                               | 46                                   | 45                                   | 47                                   | 138                                  |